# Dactylospora urceolata
Dactylospora urceolata är en lavart som först beskrevs av Theodor 'Thore' Magnus Fries, och fick sitt nu gällande namn av Johann Franz Xaver Arnold 1874. Dactylospora urceolata ingår i släktet Dactylospora och familjen Dactylosporaceae.  Arten är reproducerande i Sverige. Inga underarter finns listade i Catalogue of Life.